# Katie Armiger
Kaitlyn Michelle Armiger (Sugar Land, Texas, Estados Unidos, 23 de junio de 1991), conocida como Katie Armiger, es una cantante estadounidense de género country. Principalmente se inspiró en la música country después de ganar un concurso realizado en la ciudad de Houston, Texas para jóvenes artistas. A la fecha, Armiger ha publicado cuatro álbumes de estudio bajo el sello discográfico Cold River Records y ha posicionado cuatro sencillos en el Hot Country Songs de Billboard. 

## Carrera musical
El álbum debut homónimo de Katie Armiger fue publicado el 21 de agosto de 2007. Fue producido por Mark Oliverius, el productor de otros grandes artistas country como Lorrie Morgan and Trick Pony. Las primeras siete canciones del álbum fueron coescritas por Armiger junto a Oliverius y Ashlee Hewitt.
Armiger ingreso al Hot Country Songs de Billboard por primera vez en 2010 con su sencillo «Kiss Me Now», el cual alcanzó la posición n.º 55. Esto sirvió como promoción para su tercer álbum, Confessions of a Nice Girl, el cual fue publicado en octubre de 2010, y se convirtió en su primer álbum en ingresar a los charts. Esté, ingreso a los charts de Billboard Top Country Albums y Billboard Heatseekers. Este álbum fue el primer álbum homónimo de Armiger e incluyó nueve temas que Armiger coescribió junto a compositores de Nashville. «Leaving Home» y «Best Song Ever» siguieron como segundo y tercer sencillo del álbum, pero el último no ingresó a los charts, mientras que el segundo alcanzó la posición n.º 42. Su tercer álbum fue relanzado el 20 de septiembre de 2011 e incluyó su cuarto sencillo «I Do But Do I», el cual fue lanzado en radio el 11 de julio de 2011. En octubre de 2011, Katie publicó su cuarto sencillo, «Scream», el cual alcanzó la posición n.º 47 en los charts de Billboard. El relanzamiento también incluyó tres nuevas canciones, una versión dance de «Best Song Ever», y los vídeos musicales de «I Do But Do I» y «Best Song Ever». «Scream», el cual fue lanzado como cuarto y último sencillo del álbum en octubre de 2011, alcanzó la posición n.º 47 en el Hot Country Songs.

## Discografía
Álbumes de estudio
- 2007: Katie Armiger
- 2008: Believe
- 2010: Confessions of a Nice Girl
- 2013: Fall Into Me